# Orthomeria turneri
Orthomeria turneri är en insektsart som beskrevs av Bragg 2006. Orthomeria turneri ingår i släktet Orthomeria och familjen Aschiphasmatidae. Inga underarter finns listade i Catalogue of Life.